# Bataille de Pontlatzer Brücke
Rébellion du Tyrol
Batailles
- Axams
- Sterzing
- Innsbrück
- Kufstein
- Volano
- Lofer
- Waidring
- Wörgl
- Strass im Zillertal
- 1re Bergisel
- 2e Bergisel
- Franzensfeste
- Pontlatzer Brücke
- 3e Bergisel
- Unken
- Lueg
- Hallein
- Melleck
- 4e Bergisel
- Pustertal
- Meran
- Sankt Leonhard in Passeier

La bataille de Prutz se déroule les 8  et 9 août 1809 lors de la rébellion du Tyrol. Elle s'achève par la victoire des rebelles tyroliens qui tendent une embuscade à une colonne bavaroise.

## Déroulement
Les 8 et 9 août à Pontlatzer Brücke, près de Prutz, 920 Tyroliens dirigés par Roman Burger tendent une embuscade à 2 000 soldats du 10e régiment d'infanterie bavaroise et du 2e régiment de dragons, commandés par le colonel Burscheidt et appartenant à la 3e division du général Bernard von Deroy. Les Tyroliens infligent 200 tués et blessés à leurs ennemis, tout en capturant 1 200 hommes et deux canons. Les pertes des rebelles sont de sept tués seulement.